# Kraft Adolf Otto von Cronberg

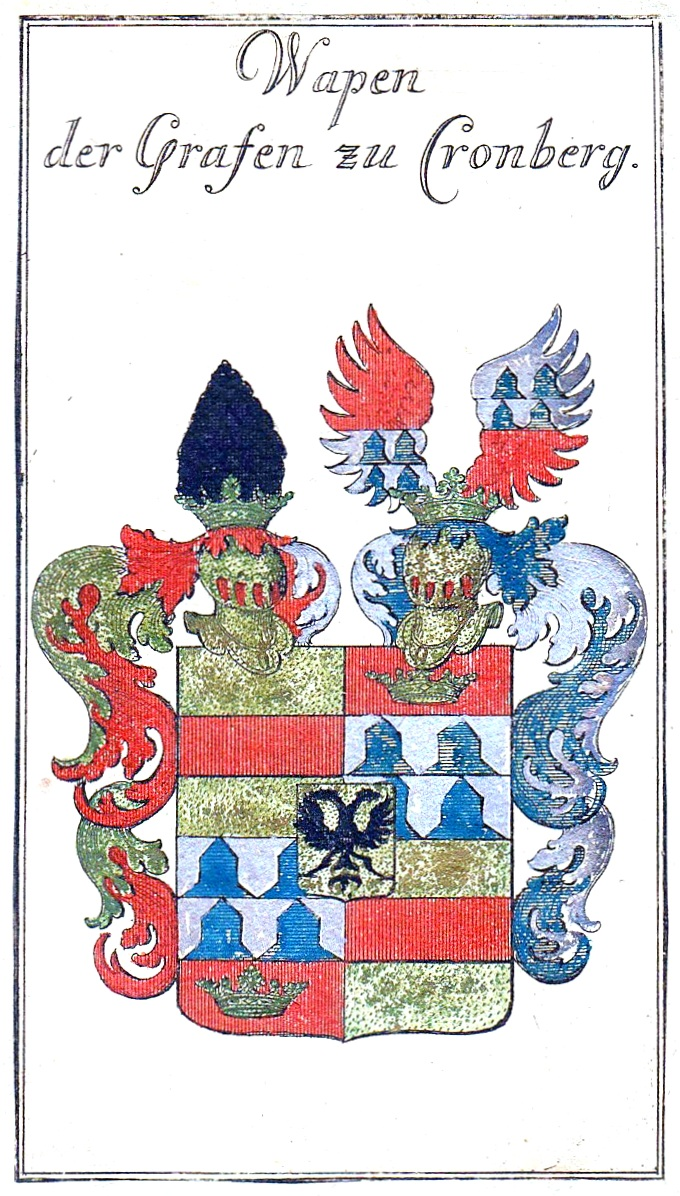
Wappen des Grafen zu Cronberg und Hohengeroldseck

Kraft Adolf Otto von Cronberg (geboren am 29. Januar 1629; gestorben am 9. April 1692 in Kronporitschen) war der zweite und letzte Reichsgraf aus dem Hause Cronberg, sowie der vorletzte Stammhalter seines Geschlechts überhaupt. Er führte die vollständige Titulatur: Kraft Adolf Otto, Graf von Kronberg, Hohengeroldseck und Falkenstein, Freiherr von Oberstein bzw. Kraft Adolf Otto, Graf zu Kronberg und Hohengeroldseck, Herr zu Poritschen, Borbey und Flörhingen bzw. Kraft Adolf Otto, Graf von Kronberg, Hohengeroldseck und Falkenstein, Herr zu Poritschen, Borbey, Flörchingen und Abenheim.

## Leben
Kraft Adolf Otto war nach drei Töchtern der einzige Sohn von Adam Philipp XI. von Cronberg, welcher während des Dreißigjährigen Kriegs aufgrund seiner Verdienste als Befehlshaber zum Reichsgrafen erhoben worden war, aber bereits 1634 auf einem Feldzug an einer Kriegsseuche starb. Die Mutter war Maria Sidonia geborene von Daun, Gräfin von Falkenstein, die in der Folgezeit die Ansprüche ihres kindlichen Sohnes aufrechterhielt, bis dieser 1650 das Erwachsenenalter erreichte. Sie heiratete 1636 in zweiter Ehe den Witwer Hermann Fortunatus von Baden-Rodemachern. Nach dem Tode des Stiefvaters 1665 wurde Kraft Adolf Otto als Erbe der Mutter übergangen und stritt sich zeitlebens mit seinen älteren Schwestern sowie der Mutter. Diese starb 1675.
Kraft Adolf Ottos Adoleszenz fiel in die Zeit des Westfälischen Friedens. Zwar konnte seine Mutter alle Erbansprüche von Seiten des Vaters aufrechterhalten, doch im Stammland seiner Grafschaft wurde der dort bereits hundert Jahre ansässige Protestantismus festgeschrieben; die Gegenreformation (1624–1648) unter Kurmainzer Besatzung wurde rückgängig gemacht. Dennoch setzte Kraft Adolf Otto später einiges daran, den katholischen Glauben in Kronberg zu stärken, was ihm Beschwerden der Untertanen einbrachte, welche zur konkurrierenden freiherrlich-protestantischen Linie der Familie Cronberg hielten. Schon kurz nach dem Amtsantritt des Grafen 1651 baten ihn seine protestantischen Vettern, sich zurückzuhalten hinsichtlich seiner Prügeleien, Auspeitschungen und Beschlagnahmungen von Eigentum (namentlich bürgerliche Häuser und Kirchenkollekten), und drohten anderenfalls mit rechtlichen Schritten. 1654 begann dann auch ein lebenslänglicher juristischer Krieg gegen Hartmut XVIII. von Cronberg und Johann Daniel von Cronberg.

„Er zeigt[e] sich als [...] kleinlicher schwächlicher, hochfahrender, grausamer Dorftyrann [...]
[Er] verbrachte sein Leben in Güterverkauf, Streitigkeiten und Prozessen mit aller Welt“

Kraft Adolf Otto hatte sehr unübersichtliche Vermögensverhältnisse und veräußerte zahlreiche kleinere Güter, um Schulden abzutragen sowie um die Prozesskosten um die wichtigeren Besitzungen zu finanzieren. Ein Hauptaugenmerk lag dabei auf dem kaiserlichen Lehnsanspruch auf die Grafschaft Hohengeroldseck, welchen er von seinem Vater geerbt hatte. Im Westfälischen Frieden wurde festgelegt, dass der Erbin Anna Maria von Hohengeroldseck bei Vorlage von gültigen Dokumenten ihr Allodialgut auszuhändigen sei. Diese Bestimmung konnte Graf Kraft Adolf Otto bis zu seinem Tod unterlaufen, durch Hinhaltetaktiken, juristische Spitzfindigkeiten und Prozessieren gegen die Markgrafen von Baden-Durlach und dank Unterstützung durch den Kaiser. Darüber hinaus begann er in dieser Gegend auch noch einen Streit mit der unter baden-durlachischer Pfandherrschaft stehenden Herrschaft Lahr um die Landeshoheit über die zwischen Kuhbach und Lahr stehende Sägemühle.
1670 entzog ihm der Bischof von Straßburg wegen verbotenen Jagens zur Strafe die Orte Orschweier und Niederschopfheim.
Am 27. Oktober 1671 erhielt Kraft Adolf Otto das kaiserliche Patent als Oberst und konnte mit dieser Befehlsgewalt auch militärischen Versuchen vorbeugen, ihm das Erbe zu entreißen.
Auch in den weiteren ererbten Besitzungen – darunter das lothringische Flörchingen und im hessischen Amt Rothenberg soll Graf Kraft Adolf Otto mit harter Hand regiert haben. Für Flörchingen stellte er zum Jahresende 1681 einen Lehnsrevers an den französischen König aus. Besonderes Augenmerk legte er aber auf die böhmischen Güter bei Kronporitschen, auf denen er häufig weilte. Er hatte 1657 das böhmische Inkolat erworben und sich als böhmischer Landmann aufnehmen lassen. Auf diesem ständigen Wohnsitz verstarb er dann im Jahr 1692 und wurde in Klattau beigesetzt.

## Ehen und Nachkommen
Er heiratete 1653 Maria Franziska, Gräfin von Oettingen-Baldern, Tochter des Grafen Martin Franz von Oettingen-Baldern und der Isabella Eleonora, geb. Gräfin von Helfenstein.
Aus dieser Ehe entstammten:
- Johann Craft,
- Isabella Maria,
- Adam und
- ein namentlich nicht bekanntes Kind.

Diese Kinder waren bei Krafts Tod 1692 schon lange verstorben. Der unglückliche Verlauf der ersten Ehe war um 1660 darin gegipfelt, dass eine Untersuchung wegen eines versuchten Giftmords des Grafen Kraft Adolf Otto von Cronberg an seiner Gemahlin Anna Maria Francisca von Oettingen-Baldern vorgenommen wurde. Die misshandelte Ehefrau Maria ersuchte bereits 1660 brieflich Asyl bei Wilhelm von Baden; sie entfloh aber erst 1662 aus der Ehe. Für die folgenden Jahre ist ein Scheidungsprozess in Mainz überliefert; Kraft Adolf Otto wurde verpflichtet, in Böhmen zu bleiben, widersetzte sich aber der Anordnung, so dass es seiner Frau nicht möglich war, getrennt von ihm in Kronberg zu leben. Sie starb 1686 im Exil; 
Kraft Adolf Otto heiratete sofort 1687 in zweiter Ehe die junge Charlotte Eleonore, Gräfin von Sayn-Wittgenstein (* 1661), Tochter des Grafen Ludwig Albrecht von Sayn-Wittgenstein und der Johanna Maria, geb. Gräfin von Wied.
Von ihr lebte er die meiste Zeit getrennt: sie residierte in Kronberg, von wo sie 1692 als Schlossbesatzerin vertrieben wurde. Sie starb verarmt 1714 in Wien. Diese letztere Verbindung blieb kinderlos. 
Allerdings sind noch die folgenden außerehelichen Nachkommen Krafts bekannt, die alle vor 1670 geboren wurden:
- Adolf Wilhelm (bezeugt um 1686/88; gestorben 1738): kaiserlicher Kommandant in Orschowa, Kapitulation vor den Osmanen; im Kerker in Belgrad verstorben.
- Eleonore (bis 1728 in Frankfurt belegt), als einziges der unehelichen Kinder um 1680 legitimiert, heiratete in Böhmen einen Herrn von Gillern
- Franziska (verarmt bis 1728 in Frankfurt belegt)